# Memoriale del convento
Memoriale del Convento è un romanzo del premio Nobel portoghese José Saramago, pubblicato nel 1982. Tradotto in non meno di 24 lingue, in Italia è stato pubblicato nel 1984.
La fantastica storia narrata nel libro si svolge nel Portogallo del Settecento; è l'epoca in cui si dà inizio all'epica e travagliata costruzione del grande monastero di Mafra, fatto edificare da re Giovanni V come ex voto per la nascita del sospirato erede.
Nella contraddittoria storia portoghese, tra lo spietato Tribunale dell'Inquisizione e la dubbia religiosità umana, la povertà del popolo ed i lussi della nobiltà, la storia ed il romanzo si intrecciano guidati da una narrazione originale (sia dal punto di vista della forma con le lunghe frasi dalla caratteristica punteggiatura dei libri di Saramago, sia dal punto di vista “prospettico” con un narratore che si muove tra passato, presente e futuro) e dalla peculiare e critica laicità dell'autore. 
Nel 1990 dal libro è stata tratta anche un'opera teatrale intitolata Blimunda, con musica di Azio Corghi.

## Trama
(José Saramago, Memoriale del convento)
Baltasar Mateus detto Sette-Soli e Blimunda (che sarà detta Sette-Lune) sono i protagonisti immaginari del romanzo.
Baltasar ha perduto la mano sinistra in una battaglia di una inutile guerra, e si è fatto forgiare un uncino ed una daga/spiedo per fare piccoli lavori e difendersi. Durante il mesto ritorno a casa si ferma a Lisbona dove, durante un'auto da fé incontra Blimunda, una giovane dalle curiose capacità di veggente - se è a stomaco vuoto ha la facoltà di scrutare dentro le persone - ereditate dalla madre esiliata per stregoneria in Angola; tra i due è subito amore, un amore benedetto (anche se non sfocerà in un matrimonio) da padre Bartolomeu Lourenço de Gusmão (tra l'altro in odore di eresia). Quest'ultimo (personaggio realmente esistito) è denominato il “volatore” perché agli inizi del XVIII secolo (decenni prima dei fratelli Montgolfier)  è stato in grado di far sollevare da terra alcuni aerostati.
Con l'aiuto di Baltasar e di Blimunda il religioso riuscirà a costruire una vera macchina volante -l'uccellaccio-, ammirata anche dal compositore partenopeo Domenico Scarlatti, e mossa dalla misteriosa potenza di migliaia di volontà umane, che appaiono come "nuvole chiuse" sono attratte dalla volta celeste al momento della morte ma possono essere catturate - raccolte da Blimunda che ha la facoltà di vederle -, che trascinerà in un breve ma avventuroso volo lui e la coppia di aiutanti dopo che padre Lourenço scopre di avere il Santo Uffizio alle calcagna. Atterrati su una montagna, i tre passano lì la notte e il mattino dopo il religioso non si trova da nessuna parte. Baltasar e Blimunda non vedranno più l'uomo a cui si erano peraltro affezionati e che morirà qualche anno dopo.
La coppia si stabilisce a casa della sorella di Baltasar e quest'ultimo lavora alla costruzione del gigamtesco convento, continuando a fare manutenzione della macchina nascosta sul monte. Proprio durante una riparazione la macchina decolla accidentalmente; Blimunda passa nove anni a cercare il suo uomo per tutto il Portogallo. Lo ritroverà a Lisbona, messo al rogo assieme ad altri undici condannati.

## Edizioni italiane
- Memoriale del convento, traduzione di Rita Desti e Carmen M. Radulet, con una nota di R. Desti, Collana I Narratori, Milano, Feltrinelli, maggio 1984,  p. 319, ISBN 88-07-01299-5. - Collana UEF n.999, Milano, Feltrinelli, 1987, ISBN 88-07-80999-0.
- in  Romanzi e racconti, Volume I: 1977-1984, trad. riveduta di Rita Desti, a cura di Paolo Collo, Collana I Meridiani, Milano, Mondadori, 1999,  pp. 757-1138, ISBN 88-04-46939-0.
- Memoriale del convento, traduzione di R. Desti, Prefazione di Massimo Raffaeli, Collana Romanzi d'Europa, Milano, RCS-Corriere della Sera, 2014.